# Vahagn

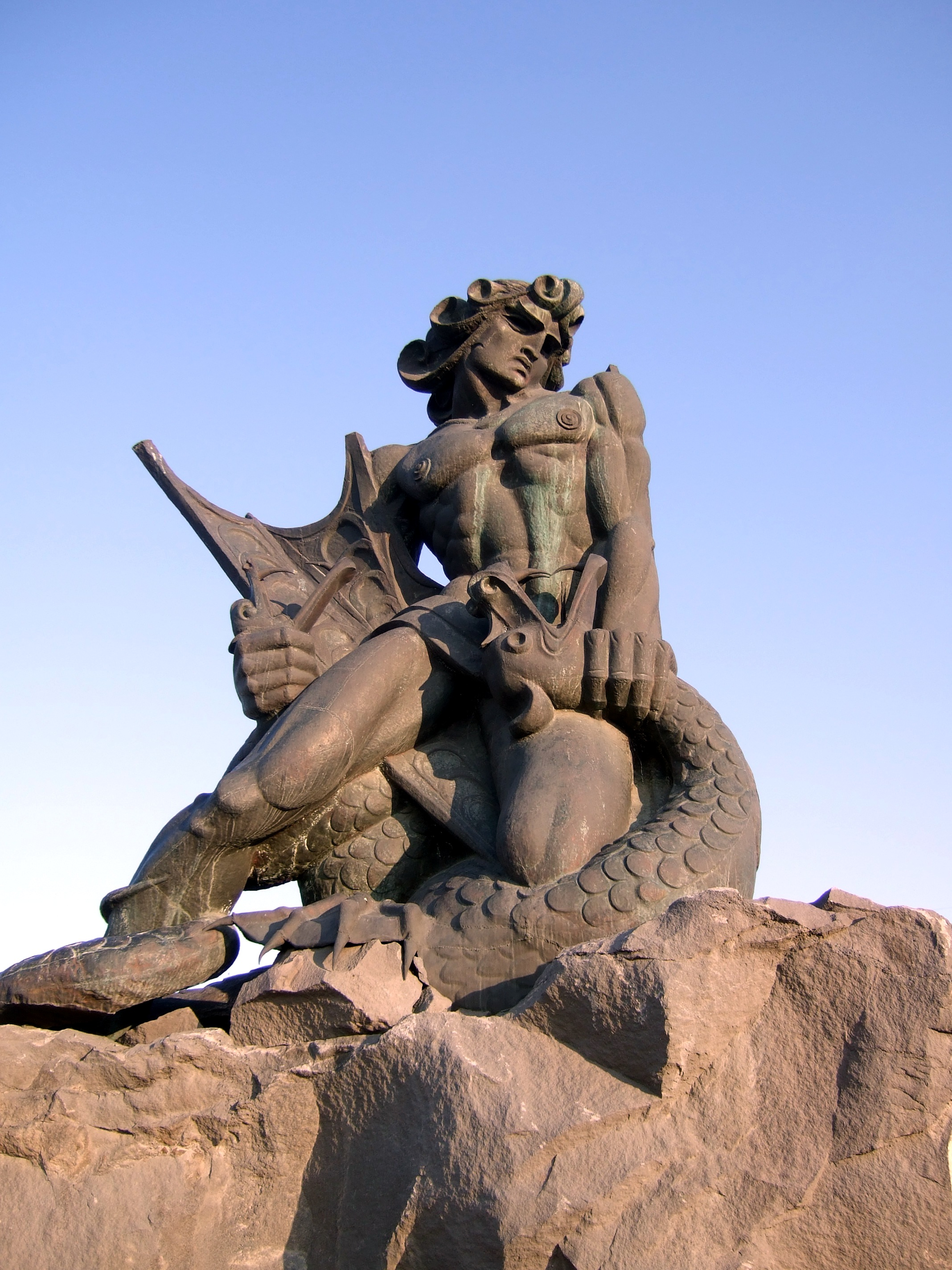
Standbeeld van Vahagn de drakendoder die een draak verstikt in Jerevan

Vahagn Vishapakagh (Vahagn de Draken Oogster) of Vahakn (Armeens: Վահակն, Վահագն Վիշապակաղ) was een god van vuur, donder en oorlog die in het oude Armenië werd aanbeden. Enige tijd in de oude geschiedenis vormde hij een "triade" met Aramazd en Anahit. Vahagn werd geïdentificeerd met de Griekse godheid Heracles . De priesters van de Vahévahian-tempel, die Vahagn als hun eigen voorvader claimden, plaatsten een standbeeld van de Griekse held in hun heiligdom. In de Armeense vertaling van de Bijbel wordt "Heracles, aanbeden te Tyr" omgedoopt tot "Vahagn".
Volgens het Euhemeristische geloof waren alle goden levende mensen geweest; Vahagn werd eveneens geïntroduceerd in de gelederen van de Armeense koningen, als zoon van de Orontid-dynastie (of Yervanduni-dynastie, 6e eeuw voor Christus), samen met zijn broers - Bab en Tiran.
Historicus Movses Khorenatsi 's verslag van een oud lied geeft een aanwijzing voor zijn aard en oorsprong:
Oude Armeense oorsprong van het geboortelied van Vahagn
In barensweeën waren hemel en aarde,
Ook in barensweeën, de paarse zee!
De arbeid hield in de zee het kleine rode riet vast.
Door de holte van de stengel kwam rook tevoorschijn,
Door de holte van de steel kwam een vlam tevoorschijn,
En uit de vlam rende een jongen!
Vurig haar had hij,
Ja ook, hij had een vlammende baard,
En zijn ogen, ze waren als zonnen!
Andere delen van het lied, die nu verloren zijn gegaan, zeiden dat Vahagn vocht en draken overwon, vandaar zijn titel Vishabakagh, "drakenmaaier", waar draken in de Armeense overlevering worden geïdentificeerd als " Vishaps ". Hij werd aangeroepen als een god van moed, later geïdentificeerd met Heracles.
Het Vahagnian-lied werd gezongen onder begeleiding van de lier door de barden van Goghten (het huidige Akulis), lang na de bekering van Armenië tot het christendom.
De steel of het riet, de sleutel tot de situatie, is een belangrijk woord in de Indo-Europese mythologie, in verband met vuur in zijn drie vormen. Vahagn was verbonden met Verethragna, de hypostase van overwinning in de teksten van de Avesta ; de naam veranderde in Vahagn ( Avestan "th" werd "h" in het Middelperzisch), later in de vorm van Vahagn. Zie Վահագն voor meer informatie over de oorsprong van de naam.
De naam van het Armeense prinsdom Vahevunis wordt verondersteld te zijn afgeleid van Vahagn. De Vahevunis stonden hoog gerangschikt in het koninklijk register van Armenië, opgetekend door koning Valarshak . In het voorchristelijke Armenië bezaten de Vahevuni's erfelijk de tempelstad Ashtishat op de linkeroever van de Aratzani- rivier en bekleedden ze hoogstwaarschijnlijk ook de functie van de Sparapet, dwz de opperbevelhebber van het Koninklijke Armeense leger.